# Милош, Ненад
Не́над Ми́лош (серб. Ненад Милош / Nenad Miloš; 12 мая 1955) — сербский югославский пловец, выступал за национальную сборную Югославии на всём протяжении 1970-х годов. Участник трёх летних Олимпийских игр, чемпион Средиземноморских игр, победитель и призёр многих первенств национального значения в плавании на спине.

## Биография
Ненад Милош родился 12 мая 1955 года. Активно заниматься плаванием начал с раннего детства, вместе со своим братом-близнецом Предрагом проходил подготовку в Белграде в столичном спортивном клубе «Црвена Звезда». Специализировался на плавании на спине.
Первого серьёзного успеха на взрослом международном уровне добился в сезоне 1971 года, когда вошёл в основной состав югославской национальной сборной и побывал на Средиземноморских играх в Измире, откуда привёз награды золотого и бронзового достоинства, выигранные в плавании на 100 метров на спине и в комбинированной эстафете 4 × 100 метров соответственно. Благодаря череде удачных выступлений удостоился права защищать честь страны на летних Олимпийских играх 1972 года в Мюнхене — в плавании на 100 метров на спине сумел дойти до стадии полуфиналов, тогда как на дистанции 200 метров не преодолел предварительного этапа.
После мюнхенской Олимпиады Милош остался в основном составе плавательной команды Югославии и продолжил принимать участие в крупнейших международных соревнованиях. Так, в 1975 году он отправился представлять страну на Средиземноморских играх в Алжире, где стал бронзовым призёром в стометровом плавании на спине и в мужской эстафете 4 × 100 метров вольным стилем. Будучи одним из лидеров югославской сборной, благополучно прошёл отбор на Олимпийские игры 1976 года в Монреале — вновь плыл на спине на дистанциях 100 и 200 метров, но на сей раз ни в одной из этих дисциплин не добрался до полуфинальной стадии.
Последний раз Ненад Милош показал сколько-нибудь значимый результат на международной арене в сезоне 1980 года, когда выступил на Олимпиаде в Москве — на своих коронных дистанциях 100 и 200 метров выбыл из дальнейшей борьбы за медали уже после предварительных заплывов. Вскоре по окончании этих соревнований принял решение завершить спортивную карьеру.